# Kazimierz Rafalik
Kazimierz Rafalik (ur. 2 maja 1938 w Błędowie koło Radomia, zm. 13 lutego 2025) – rzeźbiarz, fotografik, publicysta, działacz społeczny. Absolwent Politechniki Poznańskiej. Członek Związku Polskich Artystów Rzeźbiarzy, Związku Artystów Plastyków, Wielkopolskiego Związku Artystów Rzeźbiarzy, Ekologicznego Stowarzyszenia Środowisk Twórczych „Ekoart”.

## Twórczość
Kazimierz Rafalik tworzył indywidualne formy figuratywne oraz rozbudowane kompozycje łączące wiele materiałów. Do swojej pracy wykorzystywał między innymi: brąz, mosiądz, stal kwasoodporną, drewno i tworzywa sztuczne.
Był twórcą wielu tablic, między innymi przy Pomniku 600-lecia bitwy pod Grunwaldem w Poznaniu, medali i statuetek.

## Wystawy i ekspozycje
Artysta eksponował swoje prace na ponad 200 wystawach w kraju, m.in.: w Salonie Sztuki Współczesnej w Koszalinie, BWA we Wrocławiu, w Muzeum Henryka Sienkiewicza w Poznaniu, w Galerii Związku Polskich Artystów Rzeźbiarzy w Warszawie, na Biennale Rzeźby; oraz poza jego granicami (Czechy, Niemcy, USA, Grecja, Bułgaria, Litwa).

## Nagrody i wyróżnienia
- Nagroda Ministerstwa Kultury i Sztuki (1989)
- Człowiek Roku „Gazety Poznańskiej” (2005)
- Nagroda Października Miasta Wrocławia (2006)
- Człowiek Roku „Łazarza” Poznań[7]
- Nagroda członków założycieli WZAP[8]
- Nagroda IANICIUS im. Klemensa Janickiego za zasługi dla kultury polskiej[9]
- FENIKS nagroda ekspresjonistyczna im. Tadeusza Micińskiego[10]
- Nagroda za działalność na rzecz integracji sztuk im. Jerzego Sulimy-Kamińskiego[11]
- Srebrny medal „Labor Omnia Vincit” za krzewienie idei pracy organicznej od Towarzystwa im. Hipolita Cegielskiego w Poznaniu[12]
- Złoty Krzyż Zasługi (2022)[13]